# Arrondissement di Mâcon
L'arrondissement di Mâcon /maˈkõ/ è una suddivisione amministrativa francese, situata nel dipartimento della Saona e Loira e nella regione della Borgogna-Franca Contea.

## Composizione
L'arrondissement di Mâcon raggruppa 124 comuni in 10 cantoni:
- cantone di Cluny
- cantone di La Chapelle-de-Guinchay
- cantone di Lugny
- cantone di Mâcon-Centre
- cantone di Mâcon-Nord
- cantone di Mâcon-Sud
- cantone di Matour
- cantone di Saint-Gengoux-le-National
- cantone di Tournus
- cantone di Tramayes